# Chester Anderson
Chester (Valentine John) Anderson (11 augustus 1932 Stoneham Massachusetts- 11 april 1991) was een Amerikaans dichter en sciencefictionauteur.

## Biografie
Na zijn studies aan de universiteit van Miami, was hij zetter, corrector, portier, motel-manager en redacteur van een rock-'n-roll-tijdschrift.
Hij publiceerde 7 boeken waaronder 2 dichtbundels. Zijn eerste SF-roman verscheen in 1964 onder de titel Ten Years to Doomesday (samen met Michael Kurland).
Voor het eerste deel van de Greenwich Village Trilogy : The Butterfly Kid werd hij in 1968 voor de Hugo Award genomineerd. Deel 2 werd door Michael Kurland en deel 3 door T.A. Waters geschreven.
Chester Anderson overleed in 1991 aan een leverziekte.